# 宽叶羽衣甘蓝
寬葉羽衣甘藍（Collard greens/collards）是甘藍的一類寬葉栽培品種。從植物分類學上講甘藍是一個物種，但它有數個栽培品種，例如捲心菜、西藍花、芥藍等。寬葉羽衣甘藍和羽衣甘藍、春綠菜同屬無頭甘藍類。
寬葉羽衣甘藍因它們碩大的深綠色葉片而得名，既可以做蔬菜，又可做園藝植物。現多種植於非洲、巴爾幹半島、西班牙北部、印度北部和美國南部的許多地區，以及巴西和葡萄牙。

## 描述
无头甘蓝类得名于希腊文Acephala。这一类甘蓝与卷心菜不同，不结叶球。宽叶羽衣甘蓝在冬霜地区为二年生植物，在更冷的地区则是多年生植物。它的盐碱抗性一般。宽叶羽衣甘蓝的叶柄挺拔，通常叶片高达两英尺以上。植株形态与羽衣甘蓝非常类似。常见的品种包括“南乔治亚”“莫里斯”“黄油”和“格罗宁根蓝”。

## 种植和储存

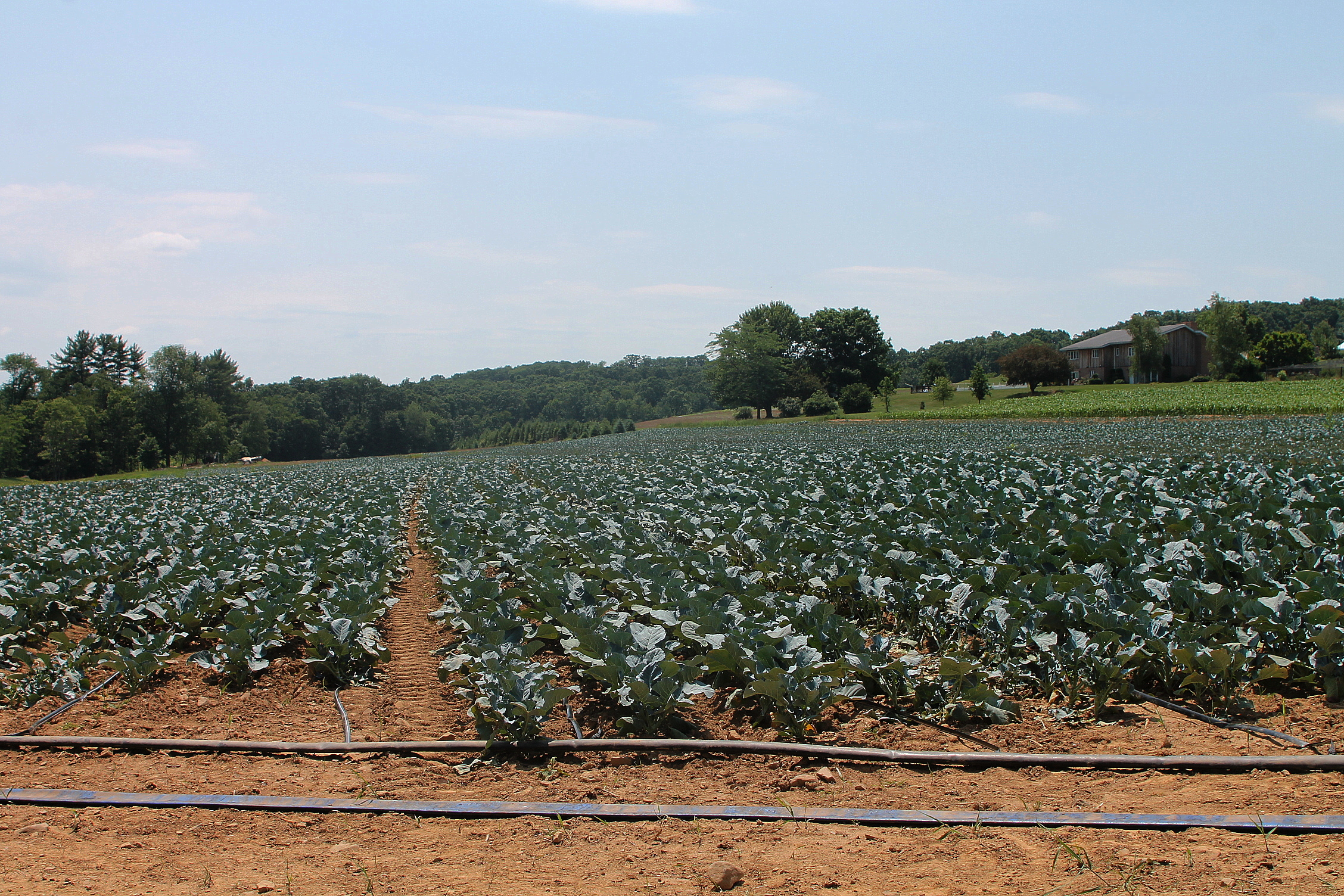
宾夕法尼亚的一片宽叶羽衣甘蓝田

宽叶羽衣甘蓝主要食用其宽大、厚实的叶片，其味道微苦。全年均可种植，但第一次霜冻之后的收获的宽叶羽衣甘蓝更为美味，营养也更丰富。通常为了保证口感需要在植株长到最高之前收获，这个时候的叶片最为肥厚。而不同年龄的植株，其叶片口感上没有显著区别。
新鲜的宽叶羽衣甘蓝在1°C和95%以上的湿度下可以储存10天。在家用冰箱中，一般三天就是极限了，但是把做熟的宽叶羽衣甘蓝冷冻可以保存更长的时间。

## 营养信息
和羽衣甘蓝类似，宽叶羽衣甘蓝含有丰富的维生素K（参考每日摄入量的388%/100g）；维生素A，维生素C和锰的含量也较丰富（参考每日摄入量的20%以上/100g）；也含有一定量的维生素B6和钙。100克熟宽叶羽衣甘蓝的热量为33 大卡，其中包含90%的水，3％的蛋白质，6%的碳水化合物和小于1%的脂肪。

## 烹饪
有证据表明古希腊人在距今2000多年前就开始培植和食用羽衣甘蓝和宽叶羽衣甘蓝了。

### 美國南部
在美國南方菜中寬葉羽衣甘藍是最常見的蔬菜之一。 通常把它和羽衣甘藍、蕪菁葉、菠菜和芥菜混在一起拌成的沙拉叫做混合蔬菜沙拉。寬葉羽衣甘藍也經常與燻製或者腌製的肉（猪蹄膀、火雞腿、猪頸骨、猪背膘或者其他肥肉）和洋葱丁同煮，佐以醋、鹽、黑白胡椒、红辣椒粉和少許糖。傳统上人們在新年當天一定要吃寬葉羽衣甘藍、黑眼豌豆、紫花豌豆和玉米麵包，以祝福新的一年財源廣進。正宗的吃法是用玉米麵包蘸着煮寬葉羽衣甘藍的水吃。另一種做法是把寬葉羽衣甘藍切絲，醃成酸菜，配着意大利餃子吃。

### 东非
在坦桑尼亚和肯尼亚通常把宽叶羽衣甘蓝加洋葱和盐炒软后当配菜吃，也经常搭配著名的乌咖哩。

### 巴西和葡萄牙

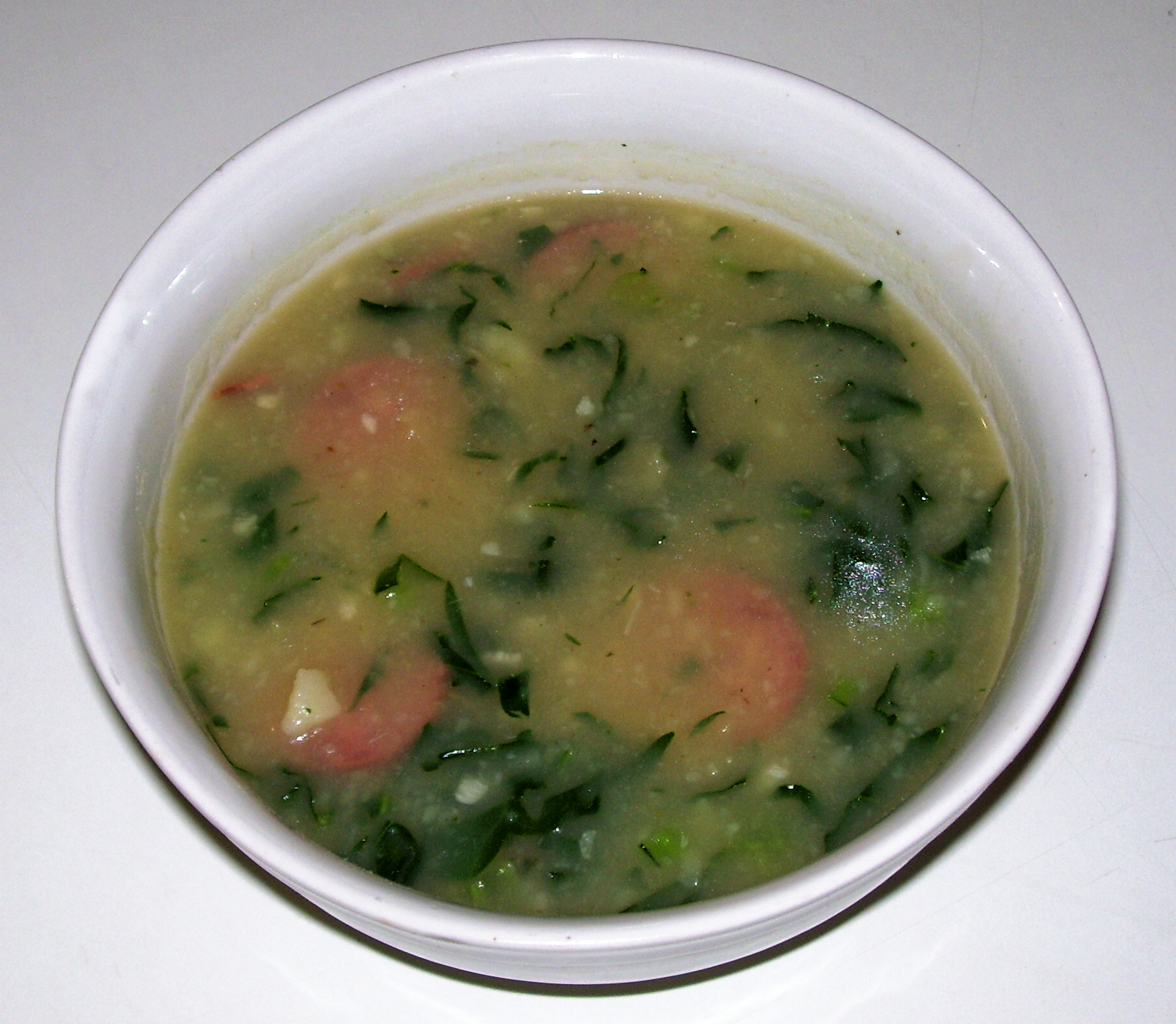
著名的葡式甘蓝汤就是用宽叶羽衣甘蓝做成的

在葡式料理中宽叶羽衣甘蓝是常见的配菜。巴西豆烧肉（Feijoada）常用其为配菜。另一种做法是把宽叶羽衣甘蓝切丝做成葡式甘蓝汤。

## 相关链接
- 羽衣液